# Hautalterung
Als Hautalterung wird der komplexe biologische Prozess der mit dem Alter einhergehenden Veränderung der Haut bezeichnet. Hierbei ist nicht nur das chronologische Altern gemeint, sondern auch das intrinsische Altern, also die genetisch gesteuerte verminderte Reaktivität der Hautzellen. Sie ist nicht beeinflussbar. Im Gegensatz hierzu können die extrinsischen Faktoren (Umweltfaktoren wie UV-Licht, chemische Reagentien, mechanische Belastung) beeinflusst werden. Deshalb unterscheidet man bei der Hautalterung zwischen dem sogenannten „Zeitaltern“ und dem „Umweltaltern“ (auch „Lichtaltern“ genannt).
Trotz großer individueller Schwankungen wird in Studien meist das 25. Lebensjahr als Beginn der Hautalterung angesehen. Allgemein lässt sich aber sagen, dass der Prozess in jedem Fall zwischen dem 20. und 30. Lebensjahr beginnt, auch wenn das bloße Auge dies zu diesem Zeitpunkt noch nicht wahrnehmen kann. Es kommt zur Bildung von Fältchen und Linien und zum Verlust von Elastizität und Spannkraft. Dies ist auch auf die Lebensweise zurückzuführen: Faktoren wie Hitze und Kälte, Stress und ungesunde Ernährung sowie Alkohol- und Nikotinkonsum können die natürliche Alterung der Haut beschleunigen.

## Entstehung
UV-Licht lässt freie Radikale (bindungssuchende Moleküle) und Singulett-Sauerstoff (aktivierten Sauerstoff) entstehen. Da vor allem die UVA-Strahlung tief in die Haut eindringt, erzeugt sie in der Dermis (Lederhaut) Singulett-Sauerstoff. Dieser bewirkt die Produktion von Enzymen, die die kollagenen Fasern schädigen und damit die Straffheit der Haut reduzieren. Gleichzeitig quellen elastische Fasern auf, was zu einem Verlust der Dehnbarkeit der Haut führt. In der Epidermis (Oberhaut) bewirken UVA- und UVB-Strahlung Hautzellschäden, die Hautkrebs bedingen können.
Auch ohne Schäden durch äußere Umweltfaktoren altert die Haut. Die dadurch verursachten Prozesse ereignen sich überwiegend in der Lederhaut. Diese Hautschicht ist aus Fibroblasten (Bindegewebszellen) und den Bindegewebsfasern Kollagen und Elastin zusammengesetzt. Das Kollagen sorgt bei der jungen Haut für Stabilität und Elastin für Dehnbarkeit des Bindegewebes. Je mehr die Haut altert, desto weniger Kollagen und Elastin befindet sich im Gewebe, da sich die Zellen nur noch halb so oft teilen wie in jungen Jahren. Das Unterhautfettgewebe wird dünner und Fett- sowie Wassergehalt der Haut nehmen deutlich ab.
Die Haut bekommt tiefe Falten und Runzeln, ihre trockene Oberfläche neigt zu Einrissen und Pseudonarben, die Oberhaut wird dünner, wodurch die Blutgefäße noch deutlicher hervortreten. Die Trockenheit der alten Haut ist auf eine verminderte Aktivität der Talgdrüsen zurückzuführen: Es wird weniger Fett produziert, die Haut verliert an Elastizität und ist nicht mehr so regenerationsfähig, was insgesamt sogar zu Wundheilungsstörungen führen kann. Darüber hinaus lässt auch die Muskelspannkraft mit dem Alter nach, so dass verstärkt Falten entstehen.

## Molekulare Aspekte
Das Hautaltern wird möglicherweise auch durch bestimmte Gene ausgelöst, die durch den Transkriptionsfaktor NF-kappa B gesteuert werden. Die Aktivität dieses Proteins nimmt im Alter zu. Nach Blockierung dieses Proteins bei Mäusen erreichten ältere Mäuse innerhalb von zwei Wochen für eine kurze Zeit wieder einen biologisch jüngeren Zustand der Haut.